# Onthophagus striaticollis
Onthophagus striaticollis är en skalbaggsart som beskrevs av Kabakov 1983. Onthophagus striaticollis ingår i släktet Onthophagus och familjen bladhorningar. Inga underarter finns listade i Catalogue of Life.